# 레이디 이브
《레이디 이브》(The Lady Eve)는 미국에서 제작된 프레스턴 스터지스 감독의 1941년 코미디, 멜로/로맨스 영화이다. 바바라 스탠윅 등이 주연으로 출연하였고 폴 존스 등이 제작에 참여하였다.

## 출연

### 주연
- 바바라 스탠윅
- 헨리 폰다

### 조연
- 찰스 코번
- 유진 팔렛
- 윌리엄 드마레스트
- 에릭 블로어
- 멜빌 쿠퍼
- 마샤 오드리스콜
- 자넷 비처

## 기타
- 미술: 한스 드레이어
- 미술: 에른스트 페크테
- 의상: 에디스 헤드